# Heinrich I. (Braunschweig-Wolfenbüttel)
Heinrich I. von Braunschweig-Wolfenbüttel (* 24. Juni 1463; † 23. Juni 1514, bei Leer gefallen), gen. der Ältere, war Herzog zu Braunschweig und Lüneburg und von 1503 bis zu seinem Tode Fürst von Braunschweig-Wolfenbüttel.

## Leben
Seine Eltern waren Wilhelm II. von Braunschweig-Lüneburg (1425–1503) und Elisabeth zu Stolberg (1428–1520/21), Tochter des Grafen Botho zu Stolberg.
Herzog Heinrich genoss eine kriegerische Erziehung und war zeit seines Lebens Gegner städtischer Freiheiten und Förderer der landesherrlichen Gewalt. Er stritt in jungen Jahren gegen Einbeck und Hildesheim. 1486 belagerte er kurz nach seiner Heirat mitsamt bewaffneter Gefolgschaft seines Schwiegervaters die Stadt Hannover, konnte jedoch keinen Erfolg erzielen. Am 24. November 1490 versuchte er einen überraschenden Angriff auf Hannover, der aber von Cord Borgentrick vereitelt wurde. Auch als er sich 1492 bis 1494 mit der Stadt Braunschweig in einem Konflikt befand, der das Umland verheerte, blieb der Fürst sieglos.
1492 war er am Sternberger Hostienschänderprozess beteiligt, in dessen Ergebnis 27 Juden auf dem Scheiterhaufen verbrannt wurden und alle übrigen Mecklenburg verlassen mussten.
Während der Sächsischen Fehde (1514–1517) führte er ein Heer von 20.000 Mann gegen den ostfriesischen Grafen Edzard (Cirksena) an. Während der Belagerung der nur durch wenige Bauern und Soldaten verteidigten Festung Leerort wurde er durch einen gezielten Kanonenschuss getötet. Die dadurch führerlos gewordene Truppe zog sich aus Ostfriesland zurück.
Heinrich wurde in der Wolfenbütteler Marienkirche beigesetzt.

## Nachkommen
Heinrich I. heiratete im August 1486 Katharina von Pommern († 1526), Tochter von Herzog Erich II. von Pommern.
- Johann
- Christoph (1487–1558), Erzbischof von Bremen, Bischof von Verden
- Katharina (1488–1563) ⚭ Herzog Magnus I. von Sachsen-Lauenburg († 1543)
- Heinrich II. (1489–1568), gen. der Jüngere
- Elisabeth (um 1491–1563), Äbtissin von Steterburg
- Franz I. (1492–1529), Bischof von Minden
- Georg (1494–1566), Erzbischof von Bremen, Bischof von Verden
- Erich (1500–1532), gefallen
- Wilhelm (vor 1514–1557), Komtur der Komturei Mirow

## Rezeption
In der Ballade Des Braunschweigers Ende beschreibt die deutsche Schriftstellerin Lulu von Strauß und Torney den Tod des Herzogs unhistorisch als verursacht durch einen Schuss aus den eigenen Reihen.